# Mascaras (Altos Pirineos)
 Mascaras  es una comuna y población de Francia, en la región de Mediodía-Pirineos, departamento de Altos Pirineos, en el distrito de Tarbes y cantón de Tournay.
Está integrada en la Communauté de communes du Canton de Tournay.

## Demografía
| 203 | 204 | 213 | 252 | 276 | 304 | 373 | 385 |
| Para los censos de 1962 a 1999 la población legal corresponde a la población sin duplicidades (Fuente: INSEE [Consultar]) |     |     |     |     |     |     |     |